# Dendrocitta
Dendrocitta (boomeksters) is een geslacht van zangvogels uit de familie Corvidae (kraaien). 

## Kenmerken
Het zijn vogels met een lange staart, vandaar ook de naam boomeksters. De boomeksters zijn allemaal zwart, grijs en roodbruin gekleurd. De veren op de kop en de slagpennen zijn meestal zwart en op de rug zijn ze roodbruin.

## Verspreiding en leefgebied
Het zijn standvogels in tropische gebieden van Zuid- en Zuidoost-Azië. Het zijn uitgesproken bosvogels die in de boomkronen foerageren en zelden op de grond komen.

## Soorten
Het geslacht kent de volgende soorten:
- Dendrocitta bayleii  – Andamanenboomekster
- Dendrocitta cinerascens  – Borneoboomekster
- Dendrocitta formosae  – Grijsborstboomekster
- Dendrocitta frontalis  – Maskerboomekster
- Dendrocitta leucogastra  – Witbuikboomekster
- Dendrocitta occipitalis  – Sumatraanse boomekster
- Dendrocitta vagabunda  – Rosse boomekster